# أفيكا جور
أفيكا جور (بالإنجليزية: Avika Gor)‏ (ولدت في 30 يونيو 1997) هي ممثلة هندية تعمل في الغالب في أفلام التيلجو والمسلسلات التلفزيونية الهندية. وهي معروفة بأدوارها في العروض الناجحة Balika Vadhu و Sasural Simar Ka. تشمل بعض أفلامها الناجحة Uyyala Jampala (2013) و Cinema Choopistha Mava (2015) و Raju Gari Gadhi 3 (2019). في عام 2019 ، كان جور متسابقًا في لعبة Fear Factor: Khatron Ke Khiladi 9.

## النشأة والوظيفة
ولدت أفيكا جور في 30 يونيو 1997 في مومباي بولاية ماهاراشترا. التحقت بمدرسة شارون الإنجليزية الثانوية في ضاحية مولوند في مومباي.
ظهرت لأول مرة في التلفزيون الهندي مع Ssshhhh ... Koi Hai في عام 2007. ظهرت لأول مرة في فيلم Tollywood مع Uyyala Jampala في عام 2013 وفازت بجائزة SIIMA لأفضل ظهور لأول مرة (Telugu) في حفل جوائز South Indian International Movie Awards لدورها.

## وصلات خارجية
- أفيكا جور على موقع IMDb (الإنجليزية)
- أفيكا جور على موقع IMDb (الإنجليزية)
- أفيكا جور على موقع قاعدة بيانات الفيلم (الإنجليزية)